# David R. Porter
David Rittenhouse Porter, född 31 oktober 1788 i Norristown i Pennsylvania, död 6 augusti 1867 i Harrisburg i Pennsylvania, var en amerikansk demokratisk politiker. Han var Pennsylvanias guvernör 1839–1845. 
Porter var verksam inom järnindustrin i Pennsylvania och satt i båda kamrarna av delstatens lagstiftande församling innan han valdes till guvernör.
Porter efterträdde 1839 Joseph Ritner som Pennsylvanias guvernör och efterträddes 1845 av Francis R. Shunk. Porter avled 1867 och gravsattes i Harrisburg.